# 羅伯特·布魯姆 (古生物學家)
羅伯特·布魯姆（英語： FRS FRSE，1866年11月30日—1951年4月6日）是英國-南非醫生和古生物學家。他於1895年獲得執業醫師資格，並於1905年獲得格拉斯哥大學的理學博士學位。
從1903年到1910年，他在南非斯泰倫博斯的維多利亞學院教授動物學和地質學，隨後他成為開普敦南非博物館的脊椎動物古生物學管理員。